# Домраченки
Домрачёнки — деревня в Юрьянском районе Кировской области в составе Медянского сельского поселения.

## География
Находится на правобережье Вятки на расстоянии менее 1 километра на северо-запад по прямой от поселка Мурыгино.

## История
Известна с 1671 года как деревня Фомы Криницына с 2 дворами. В 1764 проживало 17 человек. В 1873 году в ней было учтено дворов 9 и жителей 79, в 1905 23 и 153, в 1926 28 и 160. В 1989 учтено 22 жителя . 

## Население
Постоянное население  составляло 13 человек (русские 100%) в 2002 году, 22 в 2010.